# 教習資格認定証
教習資格認定証（きょうしゅうしかくにんていしょう）とは、銃砲刀剣類所持等取締法に基づき銃を所持するための手続きの一環である射撃教習を受講するための認定証である。
住所地を管轄する都道府県公安委員会が交付する。

## 交付の手続き
教習資格認定証の交付を受けるためには、教習資格認定申請書に下記に掲げる書類を添えて、住所地を管轄する警察署に提出する必要がある。
| 現に銃の所持許可を受けているもの | 現に銃の所持許可を受けていないもの | 備考                           |
| -------------------------------- | ---------------------------------- | ------------------------------ |
| 医師の診断書                     | ←                                  |                                |
| 同居親族書                       | ←                                  | 住居を共にする親族に関して記入 |
| 身分証明書                       | ←                                  |                                |
| 申請人の写真                     | ←                                  | 2枚                            |
| 講習修了証明書                   | ←                                  | 提示で可                       |
| 猟銃・空気銃所持許可証           | －                                 | 提示で可                       |
| 経歴書                           | ←                                  |                                |
| 業務証明書１                     | ←                                  | 該当する場合                   |
| 推薦書                           | ←                                  | 該当する場合                   |
| 業務証明書２                     | ←                                  | 該当する場合                   |

## 交付後の手続き
認定証の有効期間は最長３カ月で、期間内に教習を行っている射撃場で講習を受講する必要がある。この認定証だけでは教習は受けられず、別途、猟銃用火薬譲受許可証の申請を行い、実包の購入許可を受ける必要がある。
教習を受講すると考査が行われ、合格すれば教習修了証明書が発行される。教習修了証明書が発行されると教習資格認定証を返納する必要がある。
発行された教習修了証明書は猟銃の所持許可の申請書類として使用する。